# Атланта (телесеріал)
«Атланта» (англ. Atlanta) — американський комедійно-драматичний телесеріал. Прем'єра першої серії відбулася 6 вересня 2016 року на телеканалі FX. Головні ролі виконують Дональд Гловер, Брайан Тайрі Генрі, Лейкіт Стенфілд та Зазі Бітц. У 2016 році FX продовжив телесеріал до 2 сезону. Прем'єра другого сезону відбулася 1 березня 2018 року. У червні 2018 року серіал був продовжений на третій сезон.

## Синопсис
Ерн (Дональд Гловер) живе у Атланті, штат Джорджія, намагається реабілітувати себе в очах своєї колишньої подруги(Зазі Бітц), яка має доньку від нього, його батьків та його двоюрідного брата Альфреда (Брайан Тайрі Генрі), який читає реп під псевдонімом «Paper Boi». Випустившись з Принстонського університету, Ерн немає ані грошей, ані власного будинку, тому вимушений жити або у своїх батьків, або у колишньої подруги. Як тільки він усвідомлює, що його двоюрідний брат стає дедалі популярнішим, він відчайдушно прагне стати його менеджером, щоб поліпшити своє життя і життя своєї доньки Лотті.

## У ролях
- Дональд Гловер — Ерн Маркс
- Брайан Тайрі Генрі — Альфред «Папер Бой» Майлз
- Лейкіт Стенфілд — Даріус Еппс
- Зазі Бітц — Ванесса «Ван» Кіфер